# Eduard Gutknecht
Eduard „Eddy“ Gutknecht (* 19. März 1982 in Schetissai, Kasachische SSR, Sowjetunion, heute Kasachstan) ist ein ehemaliger deutscher Boxer und von Mai 2011 bis Februar 2013 Europameister der EBU im Halbschwergewicht. Er boxte zweimal um einen Weltmeistertitel; im April 2010 verlor er beim Kampf um den WBO-Titel im Supermittelgewicht gegen Robert Stieglitz und im März 2016 beim Kampf um den WBA-Titel im Halbschwergewicht gegen Jürgen Brähmer.

## Amateurkarriere
Eduard Gutknecht bestritt 157 Amateurkämpfe, von denen er 124 gewann. Sein größter Erfolg im Nachwuchs war der Gewinn der Silbermedaille im Halbmittelgewicht bei der Junioren-Weltmeisterschaft 2000 in Budapest.
2002 erkämpfte er eine Bronzemedaille im Halbmittelgewicht bei der Deutschen Meisterschaft, nachdem er im Halbfinale gegen Sebastian Zbik ausgeschieden war. Bei der Europameisterschaft 2002 in Perm verlor er im Achtelfinale gegen Piotr Wilczewski.
2003 wurde er dann mit einem Finalsieg gegen Lukas Wilaschek Deutscher Meister im Mittelgewicht und wiederholte den Titelgewinn 2005 mit einem Finalsieg gegen Jörg Rosomkiewicz. Darüber hinaus boxte er 2005/06 für Hertha BSC und Velberter BC erfolgreich in der 1. Bundesliga.
Sein wohl größter Erfolg war der Gewinn des Chemiepokals 2005 in Halle (Saale), wobei ihm unter anderem Siege gegen die olympischen Medaillengewinner Gennadi Golowkin und Emilio Correa gelangen. Bei der Weltmeisterschaft 2005 in Mianyang verlor er im Achtelfinale knapp gegen Mamadou Diambang, gewann jedoch noch im selben Jahr eine Bronzemedaille im Mittelgewicht bei der Militär-Weltmeisterschaft (CISM) in Pretoria.

## Profikarriere
Im März 2006 gab der Hamburger Profiboxstall Spotlight Boxing die Verpflichtung von Eduard Gutknecht bekannt, sein Trainer wurde Magomed Schaburow. Sein Profidebüt gewann er am 27. Mai 2006 in München.
Er blieb in 18 Kämpfen ungeschlagen, wurde am 22. November 2008 in Rostock mit einem Sieg gegen Christian Pawlak Deutscher Meister (BDB) im Supermittelgewicht und am 22. August 2009 in Budapest mit einem Sieg gegen den Brasilianer Josival Teixeira auch WBO-Intercontinental-Champion dieser Gewichtsklasse.
Am 4. Dezember 2009 verteidigte er den Titel in Sölden gegen Károly Balzsay und qualifizierte sich damit für einen Kampf um den WBO-Weltmeistertitel im Supermittelgewicht. Dieses Duell verlor er am 17. April 2010 in Magdeburg einstimmig nach Punkten gegen Robert Stieglitz.
Nach dem Kampf gegen Stieglitz wechselte er zum Berliner Boxpromoter Sauerland Event und stieg in das Halbschwergewicht auf. Sein Trainer wurde Ulli Wegner. Am 7. Mai 2011 siegte er in Neubrandenburg durch TKO in der achten Runde gegen den Briten Danny McIntosh und wurde dadurch EBU-Europameister. Den Titel konnte er 2011 gegen den Italiener Lorenzo Di Giacomo, sowie 2012 jeweils gegen den Ukrainer Wjatscheslaw Usselkow und den Franzosen Tony Averlant verteidigen. Am 2. Februar 2013 verlor er den Titel in Berlin durch eine einstimmige Punktniederlage an Jürgen Brähmer, der 2012 ebenfalls zu Sauerland gewechselt war.
In seinem nächsten Kampf am 8. Juni 2013 siegte er in Berlin gegen Richard Vidal aus Uruguay und wurde WBA-Intercontinental-Champion im Halbschwergewicht, verlor jedoch seinen darauffolgenden Kampf am 23. November 2013 in Bamberg gegen den Russen Dmitri Suchotskij. Gutknecht hatte durch Schlagwirkung eine große Schwellung am linken Auge erlitten, welche seine Sicht beeinträchtigte. Diese Verletzung führte nach Rücksprache mit dem Ringarzt zum Kampfabbruch nach der vierten Runde und zu einem Sieg von Suchotskij, welcher zu diesem Zeitpunkt nach Punkten knapp in Führung lag.
In seinem nächsten Kampf am 3. Mai 2014 in Berlin erreichte er nur ein Unentschieden gegen den als Aufbaugegner gedachten Argentinier Pablo Sosa, der lediglich drei Siege aus acht Kämpfen vorzuweisen hatte. Dies war mitunter ein Grund dafür, dass Gutknecht 2015 zum Berliner Wiking Boxteam wechselte und dort von Hartmut Schröder trainiert wurde.
Am 12. März 2016 konnte er in Neubrandenburg erneut gegen Jürgen Brähmer boxen, der inzwischen WBA-Weltmeister im Halbschwergewicht geworden war, verlor jedoch erneut einstimmig nach Punkten. Seinen letzten Kampf bestritt er am 18. November 2016 in London gegen den Briten George Groves um den Titel WBA-Intercontinental im Supermittelgewicht, wobei er ebenfalls einstimmig nach Punkten unterlag.
Nach dem Kampf kollabierte Gutknecht in der Kabine und wurde in das Londoner St Mary’s Hospital eingeliefert, wo er aufgrund einer Gehirnschwellung notoperiert werden musste. Er wurde im Anschluss nach Hannover verlegt, wo er sich anschließend mehrere Wochen im Koma befand und seitdem auf dauerhafte Pflege angewiesen ist.

## Sonstiges
Gutknecht kam 1995 mit seinem Vater, seinem Bruder Alexander und seiner Schwester Irina von Kasachstan über Belarus nach Dannenbüttel in Niedersachsen. Der gelernte Industriemechaniker machte seinen Fachwirt und 2014 einen Bachelor in Gesundheitsmanagement. 2018 lebte er in Westerbeck (Sassenburg). Zusammen mit seiner Partnerin hat er drei Kinder.